# Lloyd Reynante
Lloyd Reynante, né le 20 septembre 1978, est un coureur cycliste philippin.

## Palmarès et résultats

### Palmarès par année
- 2006
  - Terry Larrazabal Bike Festival
- 2007
  - Ibig Cycling Challenge :
    - Classement général
    - 1re et 2e (contre-la-montre) étapes

  - 6e étape du Tour des Philippines
- 2008
  - Tour ni Frank :
    - Classement général
    - 2e étape
- 2009
  - 2e du Tour des Philippines
- 2010
  - 2e du Tour des Philippines
  - 2e du championnat des Philippines du contre-la-montre
- 2011
  - 3e étape de la Ronda Pilipinas
- 2012
  - 3e de la Ronda Pilipinas
- 2013
  - 10e étape de la Ronda Pilipinas (contre-la-montre par équipes)
- 2014
  - 4e étape de la Ronda Pilipinas
- 2016
  - 3e de la Ronda Pilipinas I
- 2017
  - 6e étape de la Ronda Pilipinas (contre-la-montre par équipes)

### Classements mondiaux
| Année         | 2005 | 2006 | 2007 | 2008 | 2009 | 2010 | 2011 |
| ------------- | ---- | ---- | ---- | ---- | ---- | ---- | ---- |
| UCI Asia Tour | 182e |      |      |      | 261e | 59e  | 173e |